# Campionato mondiale WCR
Il campionato mondiale WCR (acronimo di Women's Circuit Racing) è una serie di gare per sole donne organizzata dalla Federazione Internazionale di Motociclismo (FIM) e Dorna, la società che organizza anche la MotoGP e il Campionato mondiale Superbike.

## Regolamento
La sua creazione è stata annunciata il 29 aprile 2023 durante il Gran Premio di Spagna. Nell'ottobre dello stesso anno furono comunicati i dettagli della prima edizione di questo campionato:
- Inizio a luglio 2024, con un totale di 12 gare in 6 date coincidenti con le gare europee del mondiale Superbike.
- Aperto ad un totale di 22 atlete permanenti di età compresa tra 18 e 50 anni, più due ulteriori wild card disponibili ad ogni gara
- Regime di monomarca con gomme Pirelli e Yamaha YZF-R7.
- Prestazioni in linea con motociclette Supersport e Supersport 300.

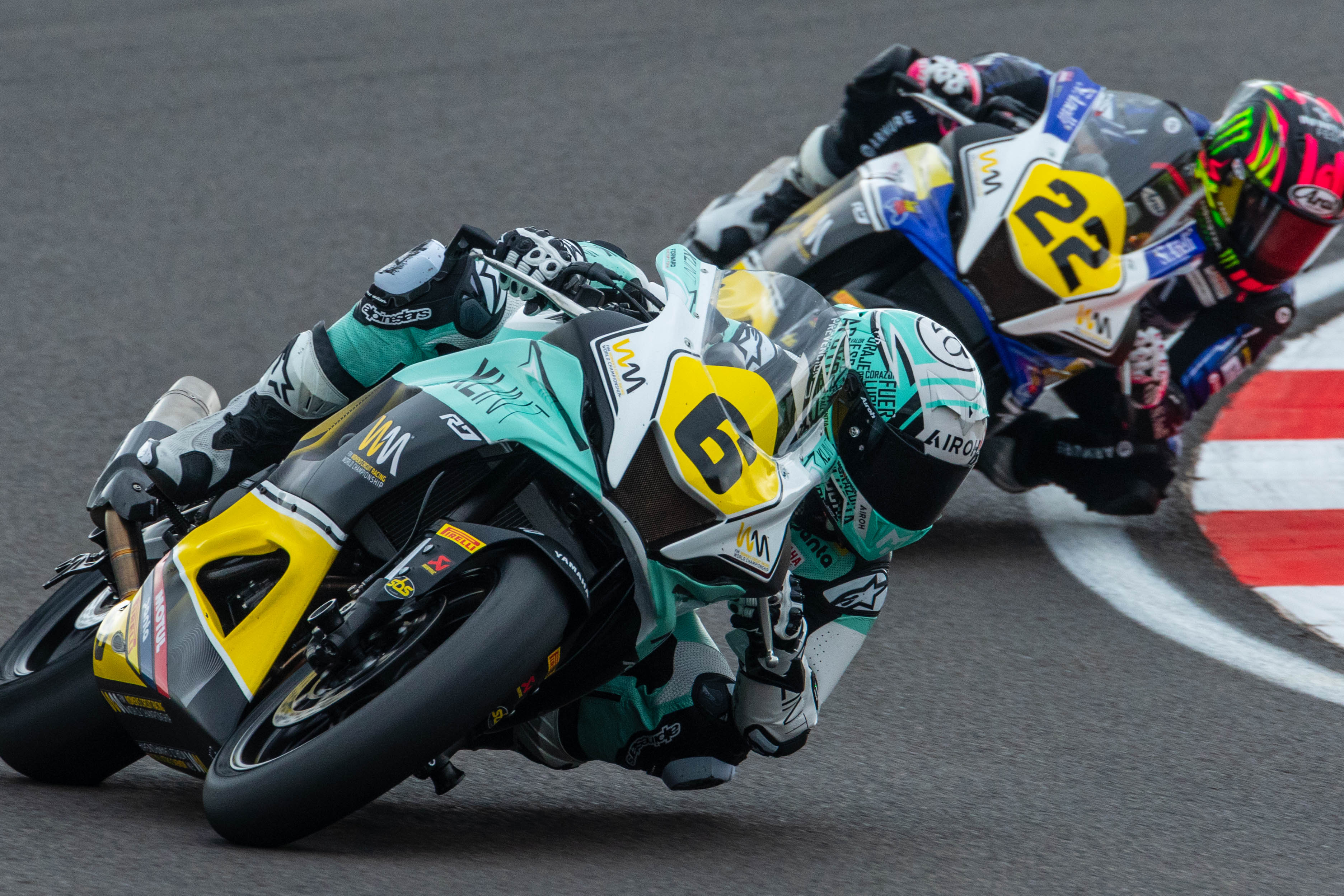
María Herrera (6) e Ana Carrasco (22) mentre si contendono la vittoria al Gran Premio di Donington 2024.

Mutuando una novità introdotta nel 2024 nelle classi di cui sopra; la griglia di partenza per gara due in ogni Gran Premio è stilata in base alle prestazioni sul giro in gara uno: la pilota che ottiene il giro più veloce in gara uno parte al primo posto, chi ottiene il secondo miglior giro parte seconda e così via.

## Precedenti
La FIM istituì la Commissione per le Donne nel Motociclismo (CFM) nel 2006 con l'obiettivo di portare più donne nel motociclismo garantendo pari opportunità. Nel 2013 il CFM ha organizzato il primo FIM Women's Road Racing Training Camp presso il Circuito di Albacete, in Spagna, con BMW Motorrad che ha fornito la S1000RR per le ventiquattro partecipanti. In collaborazione con BMW si sono tenuti ulteriori campi di formazione sul circuito di Brno, nella Repubblica Ceca nel 2014 e sul circuito internazionale di Losail, in Qatar nel 2015. Come parte del programma CFM e con il supporto di Mamoru Moriwaki, una squadra tutta femminile è stata iscritta alla 4 ore di Endurance Suzuki nel 2014 (Melissa Paris e Shelina Moreda alla guida) e nel 2015 (Moreda e Avalon Biddle).
Nelle annate 2015 e 2016 della European Junior Cup (evento monomarca disputatosi in concomitanza con le gare in territorio europeo del mondiale Superbike), è stata istituita la Womens's Cup: una classifica separata per le sole atlete donna. Entrambe le edizioni sono state vinte dalla Neozelandese Avalon Biddle.
La Women's European Cup è risorta nel 2020. Organizzata da EMG Eventi, Moto X Racing, FIM Europe e dalla Federazione Motociclistica Italiana. La serie utilizzava motociclette da 300 centimetri cubici di cilindrata. Si è corso in sei circuiti italiani come eventi di supporto al Campionato Italiano Velocità. Nel 2023 la serie è stata trasformata in un campionato, il Campionato europeo femminile Supersport 300, con gare di Italia, Spagna e Repubblica Ceca. Sono state create inoltre due serie di supporto: il Campionato Italiano Velocità Femminile e il Trofeo "entry-level" della Women's Cup.

## Albo d'oro
| Anno | Pilota       | Punti | Motocicletta  | Squadra                      |
| ---- | ------------ | ----- | ------------- | ---------------------------- |
| 2024 | Ana Carrasco | 244   | Yamaha YZF-R7 | Evan Bros Racing Yamaha Team |